# Risto Kala
Risto Antero Kala (* 24. Juli 1941 in Helsinki; † 25. November 2021 in Vantaa) war ein finnischer Basketballspieler und Mediziner.

## Biografie
Risto Kala spielte von 1957 bis 1970 für die Pantterit Basketball. Während dieser Zeit absolvierte er für den Klub aus der finnischen Hauptstadt 177 Spiele und erzielte dabei 2614 Punkte. 1959 und 1969 gewann er mit den Pantterit die finnische Meisterschaft.
Für die Finnische Nationalmannschaft bestritt Kala 37 Länderspiele und erzielte dabei 154 Punkte. Unter anderem nahm er mit der Nationalmannschaft an den Olympischen Sommerspielen 1964 in Tokio teil.
Kala begann 1960 ein Medizinstudium und promovierte 1972 in Medizin und Chirurgie. Von 1983 bis 2005 war Kala Chefarzt des Marian sairaala in Helsinki.